# Miikka Anttila

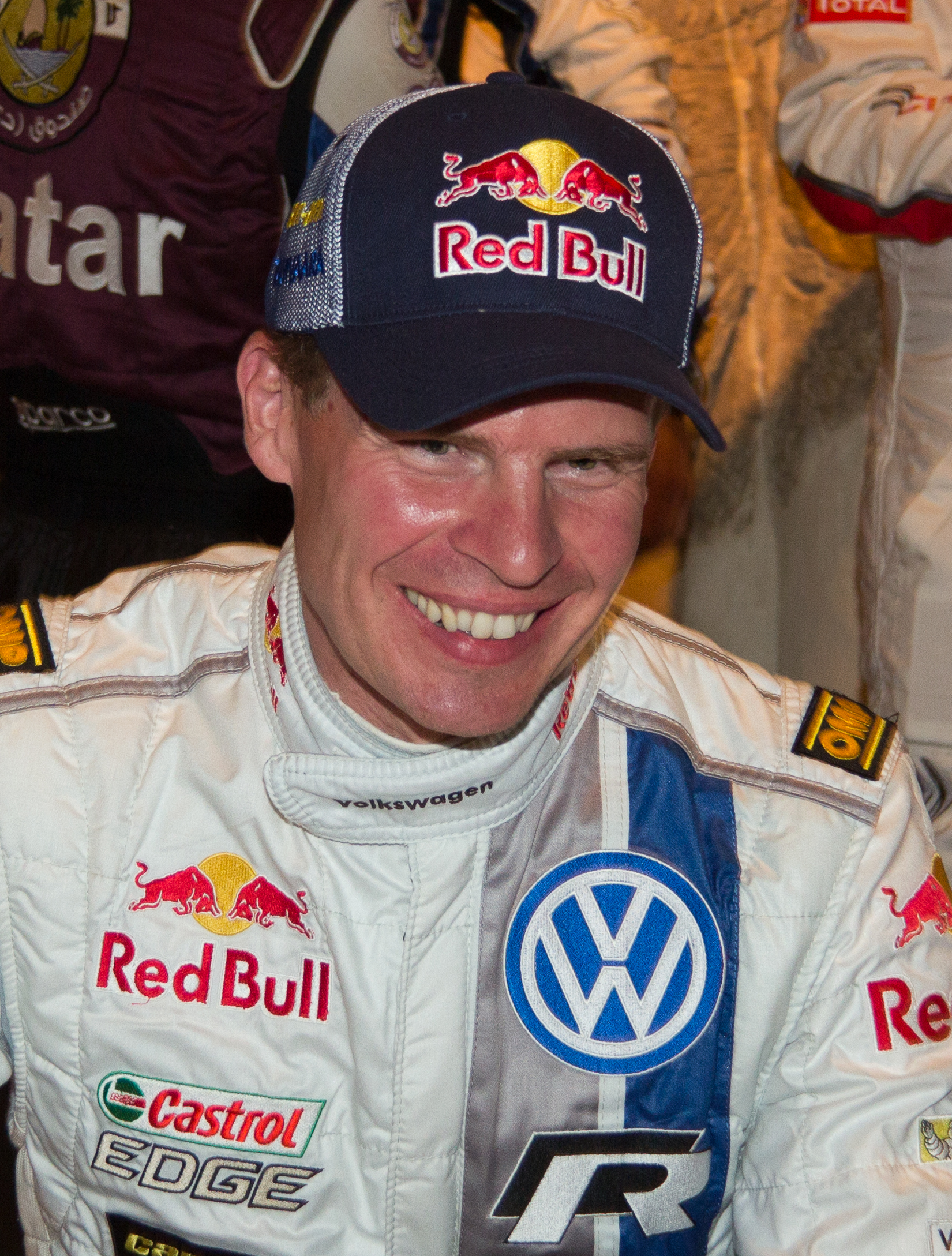
Miikka Anttila, 2013

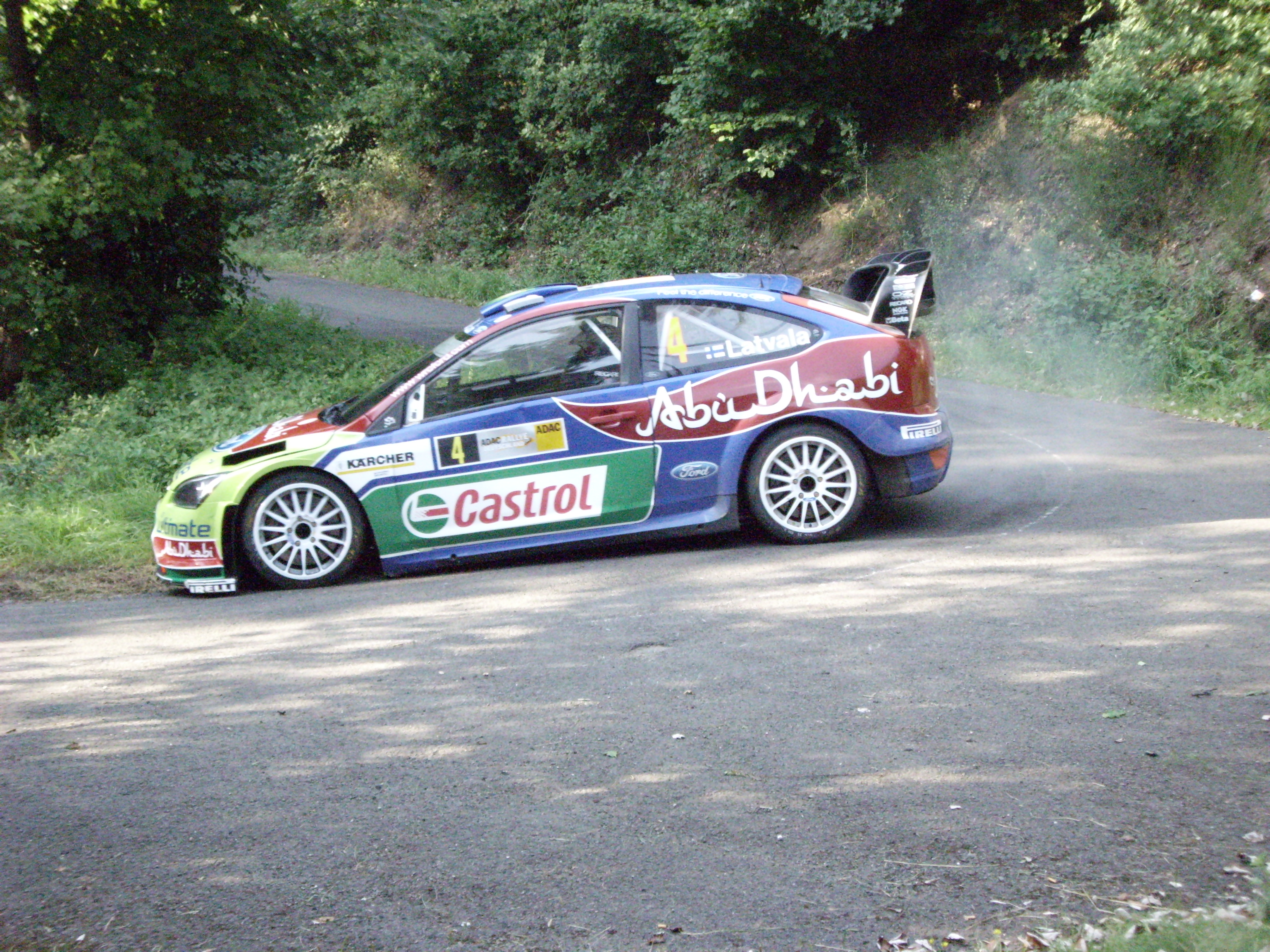
Latvala-val a 2008-as német ralin

Miikka Anttila (Janakkala, 1972. szeptember 10. –) finn rali-navigátor.

## Pályafutása
Janne Tuohino navigátoraként debütált a rali-világbajnokságon. 1999-ben és 2000-ben három-három világbajnoki versenyen vettek részt együtt. 2003-ban a török ralin Kosti Katajamäki-val megnyerték a verseny junior értékelését.
A 2003-as német ralin vett részt első világbajnoki versenyén Jari-Matti Latvalával. 2004-ben a junior világbajnokság, 2006-ban pedig az N csoportos világbajnokság keretein belül álltak rajthoz. A 2007-es szezonban a Stobart Ford csapatánál versenyeztek, majd 2008-tól már a Ford első számú gyári alakulatában szerepelnek. 2008-ban a svéd-, 2009-ben a Szardínia-ralin sikerült győzelmet szerezniük. 2010-ben elsők lettek az új-zélandi, valamint a finn versenyen.
A 2013. évi szezontól a Volkswagen gyári alakulatánál versenyez. 2016-ban - a Volkswagen csapatának megszünésével - csapatot váltott, és a  2017-es szezontól kezdve a Toyota-t erősíti.
A 2018-as Szardínia-rali volt a 200. forduló a karrierje során és ezzel ő a legtapasztaltabb navigátor a bajnokság történetében.

### Rali győzelmei
| #  | Rali           | Szezon | Versenyző          | Autó                  |
| -- | -------------- | ------ | ------------------ | --------------------- |
| 1  | Svéd-rali      | 2008   | Jari-Matti Latvala | Ford Focus RS WRC 07  |
| 2  | Szardínia-rali | 2009   | Jari-Matti Latvala | Ford Focus RS WRC 09  |
| 3  | Új-Zéland-rali | 2010   | Jari-Matti Latvala | Ford Focus RS WRC 09  |
| 4  | Finn-rali      | 2010   | Jari-Matti Latvala | Ford Focus RS WRC 09  |
| 5  | Wales-rali     | 2011   | Jari-Matti Latvala | Ford Fiesta RS WRC    |
| 6  | Svéd-rali      | 2012   | Jari-Matti Latvala | Ford Fiesta RS WRC    |
| 7  | Wales-rali     | 2012   | Jari-Matti Latvala | Ford Fiesta RS WRC    |
| 8  | Görög-rali     | 2013   | Jari-Matti Latvala | Volkswagen Polo R WRC |
| 9  | Svéd-rali      | 2014   | Jari-Matti Latvala | Volkswagen Polo R WRC |
| 10 | Argentin-rali  | 2014   | Jari-Matti Latvala | Volkswagen Polo R WRC |
| 11 | Finn-rali      | 2014   | Jari-Matti Latvala | Volkswagen Polo R WRC |
| 12 | Korzika-rali   | 2014   | Jari-Matti Latvala | Volkswagen Polo R WRC |
| 13 | Portugál-rali  | 2015   | Jari-Matti Latvala | Volkswagen Polo R WRC |
| 14 | Finn-rali      | 2015   | Jari-Matti Latvala | Volkswagen Polo R WRC |
| 15 | Korzika-rali   | 2015   | Jari-Matti Latvala | Volkswagen Polo R WRC |
| 16 | Mexikó-rali    | 2016   | Jari-Matti Latvala | Volkswagen Polo R WRC |
| 17 | Svéd-rali      | 2017   | Jari-Matti Latvala | Toyota Yaris WRC      |
| 18 | Ausztrál-rali  | 2018   | Jari-Matti Latvala | Toyota Yaris WRC      |